# NGC 6378
NGC 6378 est une vaste galaxie spirale située dans la constellation d'Ophiuchus. Sa vitesse par rapport au fond diffus cosmologique est de 6 665 ± 9 km/s, ce qui correspond à une distance de Hubble de 98,2 ± 6,9 Mpc (∼320 millions d'al). NGC 6378 a été découverte par l'astronome français Édouard Stephan en 1876.
NGC 6378 présente une large raie HI.
À ce jour, trois mesures non basées sur le décalage vers le rouge (redshift) donnent une distance de 119,333 ± 0,577 Mpc (∼389 millions d'al), ce qui est à l'extérieur des valeurs de la distance de Hubble, mais compatible avec celles-ci. Notons cependant que c'est avec la valeur moyenne des mesures indépendantes, lorsqu'elles existent, que la base de données NASA/IPAC calcule le diamètre d'une galaxie et qu'en conséquence le diamètre de NGC 6378 pourrait être d'environ 40,4 kpc (∼132 000 al) si on utilisait la distance de Hubble pour le calculer.

## Supernova
La supernova SN 2006ap a été découverte dans NGC 6378 le 2 mars 2006 l'astronome amateur britannique Tom Boles. Cette supernova était de type Ia.